# SMASH!
SMASH! Sydney Manga and Anime Show (gọi tắt là SMASH!) là hội chợ văn hóa đại chúng Nhật Bản thường niên, thường diễn ra  vào tháng 7 hoặc 8 tại trung tâm hội nghị Quốc tế Sydney tại Sydney, đồng thời cũng là hội chợ anime lớn nhất ở Úc.

## Chương trình
Một số hoạt động nổi bật tại hội chợ như khu vực của các họa sĩ, cuộc thi vẽ, nhóm cộng đồng, các cuộc thi cosplay, game, karaoke, cà phê hầu gái, các quầy bán vật phẩm, hội thảo, sự kiện sân khấu, các giải đấu trò chơi video, các cuộc hội thảo workshop. Ngoài ra hội chợ cũng là nơi tổ chức sự kiện Gunpla Builders World Cup và sơ kết cuộc thi World Cosplay Summit (Sekai Kosupure Samitto). Một số năm cũng diễn ra buổi hòa nhạc hoặc sự kiện ngoài giờ với sự tham gia của các khách mời âm nhạc.

## Tổ chức
SMASH! được điều hành bởi SMASH Inc., một hiệp hội phi lợi nhuận được thành lập ở New South Wales, hội chợ đầu tiên diễn ra vào năm 2007. SMASH Inc. được kiểm soát bởi một hội đồng do các thành viên của hiệp hội bầu ra hàng năm. Hội đồng lần lượt chọn một nhóm quản lý chịu trách nhiệm về việc lập kế hoạch và quản lý hội chợ cũng như một đội ngũ tình nguyện viên được tổ chức thành nhiều bộ phận khác nhau. Hội đồng quản trị, ban lãnh đạo và nhân viên gồm tổng cộng hơn 50 người.

### Linh vật
Hội chợ có hai linh vật, một nam tên "Cyrus" và một nữ tên "Skadi". Họ được thiết kế vào năm 2007 bởi Sai Nitivoranant và được vẽ bởi rất nhiều họa sĩ tính cho đến nay, bao gồm các khách mời, Tan Kit Mun, Alexandra Szweryn và Shaun Healey.

## Lịch sử
SMASH! được hình thành bởi Katie Huang, một họa sĩ và họa sĩ vẽ minh họa hiện đang sinh sống và làm việc tại Sydney. Ban đầu được gọi là "ComicWorld Sydney", hoạt động dựa trên hội chợ Comic World được tổ chức ở Singapore, Hồng Kông và Đài Loan. Cùng với sự gia tăng của lượng người tham gia tổ chức sự kiện, trọng tâm cũng được mở rộng và tên của nó được đổi thành "SMASH! Sydney Manga and Anime Show".
Trong năm đầu tiên, hội chợ thành lập quán cà phê hầu gái và hostclub đầu tiên tại một hội chợ anime ở Úc. Đây cũng là nơi Suzumiya Haruhi và Death Note lần đầu ra mắt tại Úc. Năm 2010, SMASH! cùng Hobbyco và Namco Bandai tổ chức trận chung kết quốc gia đầu tiên của giải Bandai Action Kit Universal Cup ở Úc; đây cũng là năm đầu tiên hội chợ chạm đến giới hạn về số người tham dự. Năm 2014, SMASH! tổ chức vòng chung kết sơ loại của sự kiện World Cosplay Summit ở Úc. Cũng trong năm đó, hội chợ cũng diễn ra vòng chung kết sơ loại của sự kiện NIPPON World Karaoke Grand Prix ở Úc.
Năm 2020 và 2021, hội chợ bị hoãn lại do lời khuyên của Chính phủ Úc về việc tổ chức các cuộc tụ họp công cộng trong đại dịch COVID-19.

### Sự kiện
| Thời gian              | Địa điểm                                                                     | Số người tham dự | Khách mời |
| ---------------------- | ---------------------------------------------------------------------------- | ---------------- | --- |
| 18 tháng 8 năm 2007    | Roundhouse, Đại học New South Wales, tại Sydney, New South Wales             | 1.435            | Queenie Chan, W Chew Chan, Gregor Whiley và Yunyu. |
| 2 tháng 8 năm 2008     | Roundhouse, Đại học New South Wales, tại Sydney, New South Wales             | 2.295            | Queenie Chan, W Chew Chan, Hidenobu Kiuchi và Tan Kit Mun. |
| 8–9 tháng 8 năm 2009   | Roundhouse, Đại học New South Wales, tại Sydney, New South Wales             | 2.709            | Cuson Lo, Alexandra Szweryn và Roger Lock. |
| 7 tháng 8 năm 2010     | Tòa thị chính Sydney, tại Sydney, New South Wales                            | 2.810            | Yūko Miyamura, Tiffany Grant, Matt Greenfield, Shaun Healey và Mikiko Ponczcek. |
| 16 tháng 7 năm 2011    | Trung tâm hội nghị và triển lãm Sydney, tại Sydney, New South Wales          | 5.405            | Martin Billany, Hiroki Kikuta, Shinichi Watanabe, Kenji Ito và Mari Yoshida. |
| 14 tháng 7 năm 2012    | Trung tâm hội nghị và triển lãm Sydney, tại Sydney, New South Wales          | 6.200            | Shin-ichiro Miki, Yūko Miyamura và Sakura Tange. |
| 10 tháng 8 năm 2013    | Trung tâm hội nghị và triển lãm Sydney, tại Sydney, New South Wales          | 7.849            | Hidenori Matsubara, Haruko Momoi, Masakazu Morita và Loverin Tamburin. Concert, ft. Vocaloid, Kz (Livetune) và Hachioji-P. |
| 9–10 tháng 8 năm 2014  | Trường đua ngựa Rosehill Gardens, tại vùng ngoại ô Rosehill, New South Wales | 13.617           | Kotono Mitsuishi, Toshihiro Kawamoto và Reika. |
| 8–9 tháng 8 năm 2015   | Trường đua ngựa Rosehill Gardens, tại vùng ngoại ô Rosehill, New South Wales | 14.000+          | Danny Choo, Hiroaki Yura, Noriaki Sugiyama, Reika và Loverin Tamburin. I Love Anisong (concert), ft. GARNiDELiA, Kz (Livetune), Nagi Yanagi và DJ Hello Kitty. |
| 20–21 tháng 8 năm 2016 | Trường đua ngựa Rosehill Gardens, tại vùng ngoại ô Rosehill, New South Wales | –                | Hideo Ishikawa, Ai Nonaka, Takahiro Sakai và Yuegene Fay. After Hours, ft. Cataclystic, Hachioji-P và IA. |
| 19–20 tháng 8 năm 2017 | Trường đua ngựa Rosehill Gardens, tại vùng ngoại ô Rosehill, New South Wales | –                | Daisuke Sakaguchi, Shizuka Ito, Baozi & hana, Redjuice, Shiori Mikami, Yusuke Kozaki và Asami Hagiwara. After Hours ft. TeddyLoid, Jadebella, Kenaz và DJ Yui Kanan. |
| 14–15 tháng 7 năm 2018 | Trung tâm hội nghị Quốc tế Sydney, tại Sydney, New South Wales               | 22.000+          | Yoko Taro, Tsubasa Yonaga, Takahiro Omori, Ryotaro Okiayu, Mon và Spike Spencer. |
| 13–14 tháng 7 năm 2019 | Trung tâm hội nghị Quốc tế Sydney, tại Sydney, New South Wales               | 22.000+          | Rie Kugimiya, Atsushi Abe, Fumiko Orikasa, Kousuke Toriumi, Kizuna Ai, Goichi Suda, Seiji Mizushima, Junichiro Tamura, The Anime Man, Dear Kiss, Swallowtail Butler Opera, King, Haneame, Chihiro, Baozi & Hana, Ayasa, DJ Hosaka☆, Gear (GinyuforcE) và Latte (GinyuforcE). I Love Anisong (concert), ft. Kz (livetune), Konomi Suzuki, Chihara Minori and Nano. |
| 16–17 tháng 7 năm 2022 | Trung tâm hội nghị Quốc tế Sydney, tại Sydney, New South Wales               |                  | The Anime Man, Hakos Baelz, Tsukumo Sana, CDawgVA, Gigguk, Hikarin, Kevin Penkin, Yosuke Sora và Sydsnap. |
| 1-2 tháng 6 năm 2023   | Trung tâm hội nghị Quốc tế Sydney, tại Sydney, New South Wales               |                  | SungWon Cho |